# Magniflex-Olmo
La Magniflex era una squadra maschile italiana di ciclismo su strada, attiva nel professionismo dal 1973 al 1981, e di proprietà dell'omonima casa di materassi pratese.  

## Storia
La squadra nacque nel 1973 come costola italiana della formazione italo-belga Van Cauter-Magniflex-De Gribaldy, grazie all'impegno in prima persona dei fratelli Franco e Giuliano Magni, industriali di Fontanelle di Prato alla guida dell'azienda di materassi Magniflex. Nel 1974 la squadra passò sotto la guida del giovane ds Primo Franchini; dal 1975 al 1978 arrivarono vittorie di tappa al Giro d'Italia con Daniele Tinchella, Wilmo Francioni, Giancarlo Tartoni, Giuseppe Perletto e Giuseppe Martinelli, oltre a piazzamenti nella generale della Corsa Rosa con Alfio Vandi e a diversi successi in altre gare italiane e estere.
Nel 1979 Magniflex si separò da Franchini, che proseguì con la Mobili San Giacomo-Benotto; la squadra venne rilanciata come Magniflex-Famcucine sotto la direzione di Luciano Pezzi, già ds della Salvarani, e arricchita dall'arrivo in rosa di Gianbattista Baronchelli e Bernt Johansson. La stagione fu contraddistinta dal terzo posto finale di Johansson, con due vittorie di tappa, al Giro d'Italia. L'unione Magniflex-Pezzi durò solo un anno, a fine anno infatti il ds e il secondo sponsor, l'aretina Famcucine, diedero vita alla nuova Famcucine-Campagnolo.
Per il 1980 Magniflex rilevò così la struttura della Sapa Assicurazioni-Frontini, la formazione di Franco Cribiori, lanciando la nuova Magniflex-Olmo. In stagione la squadra ottenne il suo più grande successo con Pierino Gavazzi, capace di imporsi in volata alla Milano-Sanremo; quell'anno lo stesso Gavazzi vinse una tappa al Giro d'Italia e la Parigi-Bruxelles. Nel 1981 arrivarono tre vittorie parziali al Giro d'Italia (con Gavazzi, Paolo Rosola e Giovanni Renosto); a fine anno comunque Magniflex lasciò la sponsorizzazione, cedendo la struttura del team ad Atala, che diede vita alla nuova Atala-Campagnolo sempre sotto la guida di Cribiori.
Magniflex tornerà nel professionismo nel biennio 1986-1987 come sponsor della Magniflex-Centroscarpa, per dedicarsi in seguito al solo ciclismo dilettantistico.

## Cronistoria

### Annuario
| Anno | Codice | Nome                | Cat. | Biciclette | Dirigenza                                       |
| ---- | ------ | ------------------- | ---- | ---------- | ----------------------------------------------- |
| 1973 | -      | Magniflex           | Pro  | ?          | Dir. sportivi: Luciano Maggini, Carlo Menicagli |
| 1974 | -      | Magniflex           | Pro  | Torpado    | Dir. sportivi: Primo Franchini                  |
| 1975 | -      | Magniflex           | Pro  | Torpado    | Dir. sportivi: Primo Franchini                  |
| 1976 | -      | Magniflex-Torpado   | Pro  | Torpado    | Dir. sportivi: Primo Franchini                  |
| 1977 | -      | Magniflex-Torpado   | Pro  | Torpado    | Dir. sportivi: Primo Franchini                  |
| 1978 | -      | Magniflex-Torpado   | Pro  | Torpado    | Dir. sportivi: Primo Franchini                  |
| 1979 | -      | Magniflex-Famcucine | Pro  | Guerciotti | Dir. sportivi: Luciano Pezzi                    |
| 1980 | -      | Magniflex-Olmo      | Pro  | Olmo       | Dir. sportivi: Franco Cribiori                  |
| 1981 | -      | Magniflex-Olmo      | Pro  | Olmo       | Dir. sportivi: Franco Cribiori                  |

## Palmarès

### Grandi Giri
- Giro d'Italia

Partecipazioni: 9 (1973, 1974, 1975, 1976, 1977, 1978, 1979, 1980, 1981)
Vittorie di tappa: 15
1976: 1 (Daniele Tinchella)
1977: 4 (2 Francioni, Tartoni, Perletto)
1978: 2 (Giuseppe Martinelli, Giuseppe Perletto)
1979: 4 (2 Johansson, Ceruti, Sgalbazzi)
1980: 1 (Pierino Gavazzi)
1981: 3 (Rosola, Renosto, Gavazzi)
Vittorie finali: 0
Altre classifiche: 1
1976: Giovani (Alfio Vandi)